# Senheim
Senheim település Németországban, Rajna-vidék-Pfalz tartományban. Lakosainak száma 563 fő (2023. december 31.).

## Népesség
A település népességének változása: ?
| Lakosok száma | 672  | 572  | 552  | 562  | 571  | 563  |
|               | 1975 | 2017 | 2019 | 2021 | 2022 | 2023 |